# Су Мудаэрцзи
Су Мудаэрцзи (англ. Su Mudaerji, кит. 苏木达尔基; род. 20 января 1996 год, Нгава, Сычуань, Китай) — китайский боец смешанного стиля, выступающий под эгидой UFC в наилегчайшей весовой категории. Профессиональный боец с 2016.

## Биография
В детстве Су Мудаэрцзи пас скот в горах. Он родился со страстью к спорту. Когда ему было 14 лет, Мудаэрцзи присоединился к известному бойцовскому клубу Enbo в Чэнду. Он начал заниматься Санда в 2010 году и занял второе место на чемпионате Сычуаньской молодежи по Санда. С 2014 по 2015 год он был выбран для обучения в команде Сычуаньской Сан Да, а затем перешел в ММА.
Су Мудаэрцзи — первый боец UFC тибетского происхождения.

## Карьера в MMA

### Ранняя карьера
Мудаэрцзи в основном выступал в промоушене Wu Lin Feng (WLF), где также пытался стать чемпионом в наилегчайшем весе, но попытка не удалась. Перед дебютом в UFC, рекорд Мудаэрцзи составлял 13-3.

### Ultimate Fighting Championship
Мудаэрцзи дебютировал в UFC против Луиса Смолки на турнире UFC Fight Night 141 24 ноября 2018 года. Он проиграл бой болевым приемом во втором раунде.
Мудаэрцзи в следующий раз встретился с Андре Сухамтатом 31 августа 2019 года на турнире UFC Fight Night 157. Он выиграл бой единогласным решением судей.
Мудаэрцзи встретился с Малкольмом Гордоном 28 ноября 2020 года на турнире UFC on ESPN: Смит против Кларка. Он выиграл бой нокаутом в первом раунде. За эту победу он получил бонус «Выступление вечера» 
Заменив Джеффа Молину , Мудаэрцзи встретился с Заррухом Адашевым 20 января 2021 года на турнире UFC on ESPN 20. Он выиграл бой единогласным решением судей. 
Мудаэрцзи должен был встретиться с Тимом Эллиоттом 26 июня 2021 года на турнире UFC Fight Night 190. Однако Мудаэрцзи снялся из-за травмы колена.
Мудаэрцзи должен был встретиться с Манелем Капе 23 апреля 2022 года на турнире UFC Fight Night 205. Однако всего за три дня до мероприятия Капе снялся по личным причинам, и бой был отменен.
Мудаэрцзи встретился с Мэттом Шнеллом 16 июля 2022 года на турнире UFC on ABC 3. Несмотря на то, что Мудаэрцзи несколько раз был близок что бы финишировать Шнэлла, он проиграл бой треугольником во втором раунде. Эта победа принесла обоим бойцам бонусную награду «Лучший бой вечера».
Мудаэрцзи должен был встретиться с Алланом Насименту 9 декабря 2023 года на турнире UFC Fight Night 233. Однако Насименто снялся с боя из-за травмы и был заменен Тимом Эллиоттом. Он проиграл бой ручным треугольником в первом раунде.
Мудаэрцзи должен был встретиться с Джошуа Ваном 1 июня 2024 года на турнире UFC 302. Однако по неизвестным причинам Мудаэрцзи был снят с мероприятия, а Ван был перенесен на другое мероприятие.
Мудаэрцзи встретился с Чарльзом Джонсоном 19 октября 2024 года на турнире UFC Fight Night 245. Он проиграл бой единогласным решением судей.
Мудаэрцзи встретился с Митчем Рапосо 12 апреля 2025 года на турнире UFC 314. Он выиграл бой раздельным решением судей.

## Титулы и достижения

### Ultimate Fighting Championship
- «Выступление вечера» (один раз) против Малкольма Гордона
- «Лучший бой вечера» (один раз) против Мэтта Шнэлла

### UFC Honors Awards
- Номинант на премию «Выбор президента» на «бой года» против Мэтта Шнелла (2022)

### UFC.com Awards
- 5 «бой года» против Мэтта Шнелла (2022)

### Sanda
- Чемпион провинции Сычуань среди юниоров по саньда 2010 г. – 2 место

## Статистика в смешанных единоборствах
| Боёв 24  | Побед 17 | Поражений 7 |
| -------- | -------- | ----------- |
| Нокаутом | 13       | 0           |
| Сдачей   | 1        | 6           |
| Решением | 3        | 1           |

| Результат | Рекорд | Соперник              | Способ                                 | Турнир                                  | Дата             | Раунд | Время | Место                            | Примечание                                              |
| --------- | ------ | --------------------- | -------------------------------------- | --------------------------------------- | ---------------- | ----- | ----- | -------------------------------- | ------------------------------------------------------- |
| Победа    | 17–7   | Митч Рапосо           | Раздельное решение                     | UFC 314                                 | 12 апреля 2025   | 3     | 5:00  | Miami, Florida, United States    |                                                         |
| Поражение | 16–7   | Чарльз Джонсон        | Единогласное решение                   | UFC Fight Night: Hernandez vs. Pereira  | 19 октября 2024  | 3     | 5:00  | Las Vegas, Nevada, United States |                                                         |
| Поражение | 16–6   | Тим Эллиотт           | Техническая сдача (ручной треугольник) | UFC Fight Night: Song vs. Gutiérrez     | 9 декабря 2023   | 1     | 4:02  | Las Vegas, Nevada, United States | Бой в легчайшем весе                                    |
| Поражение | 16–5   | Мэтт Шнелл            | Техническая сдача (треугольник)        | UFC on ABC: Ortega vs. Rodríguez        | 16 июля 2022     | 2     | 4:24  | Elmont, New York, United States  | «Лучший бой вечера» (1)                                 |
| Победа    | 16–4   | Заррух Адашев         | Единогласное решение                   | UFC on ESPN: Chiesa vs. Magny           | 20 января 2021   | 3     | 5:00  | Abu Dhabi, United Arab Emirates  |                                                         |
| Победа    | 15–4   | Малкольм Гордон       | KO (удары)                             | UFC on ESPN: Smith vs. Clark            | 28 ноября 2020   | 1     | 0:44  | Las Vegas, Nevada, United States | Вернулся в наилегчайший вес; «Выступление вечера» (1)   |
| Победа    | 14–4   | Андре Сухамтат        | Единогласное решение                   | UFC Fight Night: Andrade vs. Zhang      | 31 августа 2019  | 3     | 5:00  | Shenzhen, China                  |                                                         |
| Поражение | 13–4   | Луи Смолка            | Сдача (армбар)                         | UFC Fight Night: Blaydes vs. Ngannou 2  | 24 ноября 2018   | 2     | 2:07  | Beijing, China                   |                                                         |
| Поражение | 13–3   | Ма Хао Бинь           | Техническая сдача (удушение сзади)     | WLF: W.A.R.S. 28                        | 26 октября 2018  | 2     | 3:57  | Zhengzhou, China                 | Бой в легчайшем весе                                    |
| Победа    | 13–2   | Юсей Сайтон           | KO (удары)                             | ABA Fighting Championship: Hongyuan     | 2 августа 2018   | 1     | 0:53  | Hongyuan County, China           |                                                         |
| Победа    | 12–2   | Темирулан Бамадалиев  | TKO (удары)                            | WLF: W.A.R.S. 25                        | 27 июня 2018     | 1     | 2:14  | Zhengzhou, China                 | Бой в промежуточном весе (58,96 кг)                     |
| Победа    | 11–2   | Зелимхан Макаев       | KO (удар ногой с разворота)            | WLF: W.A.R.S. 23                        | 14 апреля 2018   | 1     | 4:01  | Zhengzhou, China                 | Дебют в легчайшем весе                                  |
| Победа    | 10–2   | Бидзина Гавашелишвили | KO (колено в прыжке)                   | WLF: W.A.R.S. 22                        | 17 марта 2018    | 1     | 2:36  | Kaifeng, China                   | Бой в промежуточном весе (58,05 кг)                     |
| Поражение | 9–2    | Абдулла Алиев         | Сдача (удушение сзади)                 | WLF: W.A.R.S. 21                        | 13 января 2018   | 3     | 3:16  | Zhengzhou, China                 | Бой за вакантный титул чемпиона WLF в наилегчайшем весе |
| Победа    | 9–1    | Кирилл                | KO (удар рукой в корпус)               | IPFC: YunFeng Showdown 7                | 25 ноября 2017   | 1     | 3:19  | Laizhou, China                   | Бой в промежуточном весе (58,96 кг)                     |
| Победа    | 8–1    | Рёта Кобаяши          | TKO (удары)                            | WLF: W.A.R.S. 18                        | 28 октября 2017  | 1     | 1:19  | Maerkang, China                  | Бой в промежуточном весе (58,96 кг)                     |
| Победа    | 7–1    | Джомар Манлангит      | KO (удар рукой в корпус)               | WLF: W.A.R.S. 17                        | 16 сентября 2017 | 2     | 1:20  | Zhengzhou, China                 | Бой в промежуточном весе (58,96 кг)                     |
| Победа    | 6–1    | Лю Пэншуай            | KO (удары)                             | Chin Woo Men: 2016-2017 Season, Stage 6 | 7 апреля 2017    | 1     | 4:28  | Guangzhou, China                 |                                                         |
| Победа    | 5–1    | Гао Цзюнье            | KO (удары)                             | WLF World Championship                  | 13 января 2017   | 1     | 3:38  | Zhengzhou, China                 |                                                         |
| Победа    | 4–1    | Теймур Рагимов        | Сдача (удушение сзади)                 | WLF: E.P.I.C. 8                         | 28 сентября 2016 | 3     | 1:15  | Zhengzhou, China                 |                                                         |
| Победа    | 3–1    | Исайяс Селива         | TKO (остановка доктором)               | WLF: E.P.I.C. 5                         | 29 июня 2016     | 2     | 5:00  | Zhengzhou, China                 |                                                         |
| Победа    | 2–1    | Леонид Малоземов      | KO (хэд-кик)                           | WLF: E.P.I.C. 3                         | 23 апреля 2016   | 2     | 0:06  | Zhengzhou, China                 |                                                         |
| Поражение | 1–1    | Юсуке Уэхара          | Сдача (армбар)                         | WLF: E.P.I.C. 2                         | 13 марта 2016    | 1     | 2:41  | Zhengzhou, China                 |                                                         |
| Победа    | 1–0    | Лим Сын Хон           | TKO (остановка доктором)               | WLF: E.P.I.C. 1                         | 13 января 2016   | 1     | 2:44  | Zhengzhou, China                 | Дебют в наилегчайшем веса                               |